# NGC 905
NGC 905 je galaksija u zviježđu Kit.

## Vanjske poveznice
- SEDS: NGC 905